# Робинсон, Даниэлла
Даниэлла Мари Робинсон (англ. Danielle Marie Robinson; род. 10 мая 1989 года в Сан-Хосе, Калифорния, США) — американская профессиональная баскетболистка. Была выбрана на драфте ВНБА 2011 года в первом раунде под шестым номером клубом «Сан-Антонио Силвер Старз». Играет на позиции разыгрывающего защитника.

## Ранние годы
Даниэлла родилась 10 мая 1989 года в городе Сан-Хосе, штат Калифорния, в семье Альберта и Дениз Робинсон, у неё есть брат, Джонатан, а училась она там же в средней школе им. архиепископа Джона Джозефа Митти, в которой играла за местную баскетбольную команду.